# Летње олимпијске игре 1956.
XVI Олимпијске игре су одржане 1956. године у Мелбурну, Аустралија. То је било први пут да је МОК одлучио доделити домаћинство граду на јужној хемисфери, у конкуренцији градова као што су Буенос Ајрес, Мексико Сити, Монтреал и још шест градова из САД-а.
Многи чланови МОК-а су имали доста сумње према одабраном граду зато што су се такмичења морала одвијати у делу године када је на јужној хемисфери погодно време. То наравно није ишло у прилог већини такмичара који су долазили углавном са северне хемисфере, јер су морали прилагодити начин тренинга и припреме да би постигли најбољу форму у за њих неуобичајено доба године. Осим тога, због правила карантина у Аустралију није било могуће допремити коње за такмичење у коњичком спорту па је оно одржано у Шведској. Ипак, Мелбурн је изабран на седници МОК-а 1949. године, и то за само један глас предности.
Ту потешкоћама још није био крај. Због финансијских проблема покрајине у којој се налази Мелбурн морала је додатним позајмицама интервенисати и аустралијска влада. Председник МОО-а Ејвери Брендиџ, незадовољан затеченим стањем приликом редовног обиласка борилишта, чак је озбиљно разматрао да се Игре преместе у Рим, који се већ увелико припремао за Летње олимпијске игре 1960. Ипак, припреме су на крају завршене на време, па су такмичења могла почети.
И политичке прилике су битно нарушиле прилике на Играма. Како су Уједињено Краљевство и Француска заузеле Суецки канал, Израел је напао Египат. У знак протеста Игре су бојкотовали Египат, Ирак и Либан. СССР је окупирао Мађарску, што је узроковало бојкот Холандије, Шпаније и Швајцарске. Непосредно пре Игара бојкот је објавила и Кина, због тога што је признат независни наступ Тајвана. Ипак у коњичком делу игара у Стокхолму учествовале су Холандија, Шпанија, Швајцарска и Египат. Занимљивост је наступ уједињене екипе Немачке коју су чинили спортисти обеју тадашњих немачких држава.
Кад су Игре ипак започеле, показало се да су Аустралијци срдачни и ефикасни домаћини, па су Игре касније често прозиване као пријатељске Игре.
У такмичарском програму су се истакли домаћини у пливању, као и представници САД-а који су доминирали атлетским такмичењима победивши у 15 од 24 атлетских дисциплина. По укупном броју медаља најуспешнија екипа је била она из СССР-а.
Посебну пажњу је изазвао наступ Мађарске, која је непосредно пре окупирана од стране СССР-а. Врхунац напетости било је финале у ватерполу, где су се среле баш те две екипе. Због врло грубе игре играча СССР-а неколико Мађара је напустило базен крвавог лица, а утакмица је чак на неко време била и прекинута. Ипак, Мађари су на крају победили на велико одушевљење гледалаца. Након Игара је 45 мађарских спортиста затражило азил и пребегло на запад.
Упркос свим политичким напетостима, или баш због њих, домаћини су одлучили да измене церемонију затварања Игара. Избачен је дефиле појединих националних екипа понаособ, већ је направљен дефиле свих спортиста заједно који су измешани ушли на стадион симболизовајући заједништво читавог света. Тај обичај је прихваћен и на свим каснијим Играма.

## Списак спортова
Пливање, скокови у воду и ватерполо су сматрани различитим дисциплинама истог спорта.
| - Атлетика (детаљи) - Бициклизам - Бокс - Дизање тегова - Гимнастика - Хокеј на трави - Рвање - Једрење - Кајак и кану на мирним водама - Кошарка |  | - Коњички спорт - Мачевање - Модерни петобој - Фудбал - Пливање - Скокови у воду - Стрељаштво - Ватерполо - Веслање |

На Играма су била и два демонстрациона спорта: аустралијска верзија фудбала као и бејзбол.

## Списак поделе медаља
| Олимпијске игре 1956. |                       |       |        |        |        |
| Пласман               | Држава                | Злато | Сребро | Бронза | Укупно |
| 1                     | Совјетски Савез       | 37    | 29     | 32     | 98     |
| 2                     | САД                   | 32    | 25     | 17     | 74     |
| 3                     | Аустралија            | 13    | 8      | 14     | 35     |
| 4                     | Мађарска              | 9     | 10     | 7      | 26     |
| 5                     | Италија               | 8     | 8      | 9      | 25     |
| 6                     | Шведска               | 8     | 5      | 6      | 19     |
| 7                     | Уједињени тим Немачке | 6     | 13     | 7      | 26     |
| 8                     | Уједињено Краљевство  | 6     | 7      | 11     | 24     |
| 9                     | Румунија              | 5     | 3      | 5      | 13     |
| 10                    | Јапан                 | 4     | 10     | 5      | 19     |
| 11                    | Француска             | 4     | 4      | 6      | 14     |
| 12                    | Турска                | 3     | 2      | 2      | 7      |
| 13                    | Финска                | 3     | 1      | 11     | 15     |
| 14                    | Иран                  | 2     | 2      | 1      | 5      |
| 15                    | Канада                | 2     | 1      | 3      | 6      |
| 16                    | Нови Зеланд           | 2     | 0      | 0      | 2      |
| 17                    | Пољска                | 1     | 4      | 4      | 9      |
| 18                    | Чехословачка          | 1     | 4      | 1      | 6      |
| 19                    | Бугарска              | 1     | 3      | 1      | 5      |
| 20                    | Данска                | 1     | 2      | 1      | 4      |
| 21                    | Ирска                 | 1     | 1      | 3      | 5      |
| 22                    | Норвешка              | 1     | 0      | 2      | 3      |
| 23                    | Мексико               | 1     | 0      | 1      | 2      |
| 24                    | Бразил                | 1     | 0      | 0      | 1      |
| 24                    | Индија                | 1     | 0      | 0      | 1      |
| 26                    | ФНРЈ                  | 0     | 3      | 0      | 3      |
| 27                    | Чиле                  | 0     | 2      | 2      | 4      |
| 28                    | Белгија               | 0     | 2      | 0      | 2      |
| 29                    | Аргентина             | 0     | 1      | 1      | 2      |
| 29                    | Јужна Кореја          | 0     | 1      | 1      | 2      |
| 31                    | Исланд                | 0     | 1      | 0      | 1      |
| 31                    | Пакистан              | 0     | 1      | 0      | 1      |
| 33                    | Јужноафричка Унија    | 0     | 0      | 4      | 4      |
| 34                    | Аустрија              | 0     | 0      | 2      | 2      |
| 35                    | Бахаме                | 0     | 0      | 1      | 1      |
| 35                    | Краљевина Грчка       | 0     | 0      | 1      | 1      |
| 35                    | Швајцарска            | 0     | 0      | 1      | 1      |
| 35                    | Уругвај               | 0     | 0      | 1      | 1      |
|                       | Укупно                | 153   | 153    | 163    | 469    |